# Клермонтские колледжи
 7 Колледжей Клермонта (в народе известные как 7C) представляют собой консорциум из семи в частных высших учебных заведений, расположенных в Клермонте, штат Калифорния, США. Они включают в себя пять колледжей (5C) — колледж Помона, колледж Скриппс, колледж Клермонт МакКена (CMC), колледж Харви Мадда и колледж Питцера — и две высшие школы — университет выпускников Клермонт (CGU) и институт выпускников Кек  (KGI). Все участники консорциума, кроме KGI расположены на площади покрывающей, приблизительно 260 га. 

## История
Помонский колледж был создан в 1889 году. В связи с резким увеличением числа студентов, был принята концепция создания маленьких колледжей.
Консорциум был основан в 1925 году президентом Помонского колледжа Джеймсом А. Блейсделлом, который предложил проект университетского колледжа, на основе колледжей Оксфордского университета.

## Колледжи
Пять колледжей:
- Помонский колледж (основан в 1887 году) — небольшой колледж гуманитарного и гуманитарного образования, специализирующийся на гуманитарных науках, исполнительском искусстве, музыке и театре.
- Колледж Скриппс (основан в 1926 году) — небольшой, гуманитарный, женский колледж, специализируется на литературе и гуманитарных науках.
- Клермонтский колледж (основан в 1946 году) — небольшой колледж с гуманитарным образованием, специализирующийся в области политических наук, международных отношений и государственной политики.
- Колледж Харви Мадд (основан в 1955 году) — небольшой колледж с совместным обучением, специализирующийся на инженерных науках, математике, компьютерных науках, физических и биологических науках, но также включает в себя курсы гуманитарных и социальных наук.
- Колледж Питцер (основан в 1963 году) — небольшой колледж с гуманитарным образованием и гуманитарными науками, специализирующийся на экономических, поведенческих и социальных науках, также известен своими основными ценностями социальной ответственности, межкультурного взаимопонимания, междисциплинарного обучения, вовлечения студентов и экологической устойчивости.

Две высшие школы: 
- Высший университет Клермонта[англ.] (основан в 1925 году), присуждает степени магистра и доктора в 31 дисциплине: искусство, гуманитарные науки, социальные науки, поведенческие и организационные науки, менеджмент / управленческий менеджмент, психология, образовательные исследования, религия, математические науки, информационные системы и технологии, сообщество и глобальное здоровье и ботаника.
- Институт прикладных наук о жизни Кек (основан в 1997 году): аспирантура по биомедицине, предлагает выпускникам профессиональную степень магистра биологических наук (MBS) и докторскую степень в области прикладных наук о жизни. Он также предлагает докторантуру и совместную программу PhD по вычислительной биологии с Университетом Клермонт.

## Общие службы
Каждый колледж независим в учебных делах, а административные и приемные отделы независимы. С другой стороны, студенты могут выбрать специальность в других колледжах Клермонт, если эта дисциплина не преподаается в их кампусе. Система Claremont Colleges из семи учреждений поддерживается The Claremont Colleges Services (TCCS), которая предоставляет централизованные услуги, такие как библиотека, здоровье студентов, финансовые и человеческие ресурсы, телекоммуникации, управление рисками, недвижимость, техническое обслуживание оборудования и другие. услуги, для тех колледжей. 
К числу общих объектов относятся библиотеки колледжей Клермонта, служба безопасности кампуса, центр обслуживания студентов Tranquada (в котором находится медицинский центр Baxter, центр консультирования Monsour и центр просвещения по вопросам здравоохранения), центр McAlister (дом Канцелярии капелланов и Clarmont Card Center), Центр EmPOWER (который занимается борьбой с сексуальным насилием), Центр совместного творчества Рика и Сьюзен Сонтаг (The Hive), Книжный магазин Huntley, все рестораны и несколько спортивных сооружений.  Размер библиотечного фонда занимает третье место среди частных учреждений в Калифорнии, уступая только Стэнфорду и Университету Южной Калифорнии . 
К общим академическим факультетам относятся Межвузовский центр женских исследований, Межвузовский факультет исследований Чикано, Межвузовский факультет азиатско-американских исследований, Межвузовский факультет африканских исследований (ранее «Черные исследования»), Межвузовский факультет религиоведения, Межвузовский факультет медиаисследований и Театральное отделение с пятью колледжами, Центр математических наук Клермонта и Музыкальное отделение Тэтчер в Помонском колледже.
Издается общая газета Student Life